# 無伴奏チェロ組曲

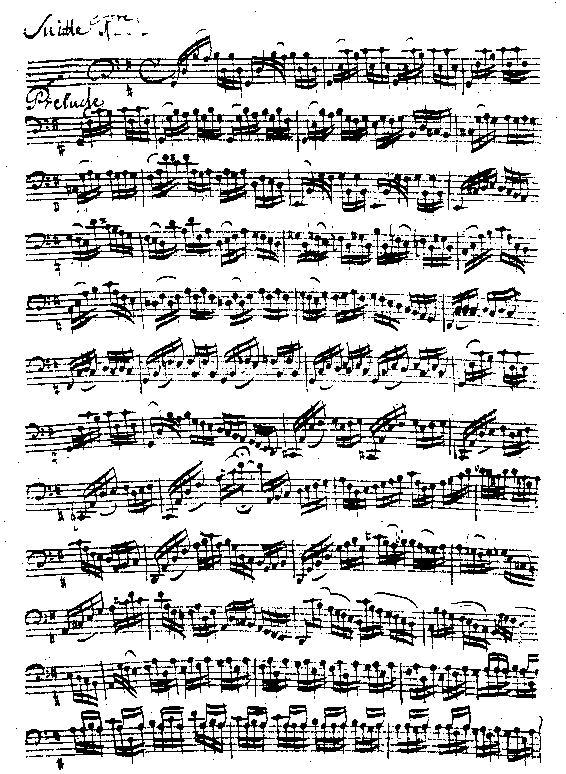
バッハの妻アンナ・マクダレーナによる無伴奏チェロ組曲第1番ト長調 BWV1007の写譜

ヨハン・ゼバスティアン・バッハの無伴奏チェロ組曲（むばんそうチェロくみきょく、イタリア語: Suites á Violoncello Solo senza Basso）は、チェロ独奏用の組曲で、以下の6曲が存在する。
- 第1番ト長調 BWV1007
- 第2番ニ短調 BWV1008
- 第3番ハ長調 BWV1009
- 第4番変ホ長調 BWV1010
- 第5番ハ短調 BWV1011
- 第6番ニ長調 BWV1012

## 歴史
作曲年代は明らかでないが、その大部分はケーテン時代（1717年-1723年）に作曲されたと思われる。ケーテンの宮廷オーケストラは12人の楽師で構成されており、宮廷ヴィオラ・ダ・ガンバ奏者でチェリストも兼ねていた、クリスティアン・フェルディナント・アーベルのために書かれたという説がある。ヴァイオリンのように肩で支えた姿勢で弾く小型のチェロ（ヴィオロンチェロ・ダ・スパッラ）のために書かれたとする説もある。バッハの妻アンナ・マクダレーナの写譜が残っており、これは長い間自筆譜と考えられてきた美しいものである。
その後、単純な練習曲として忘れられていたが、パブロ・カザルスによって再発見されて以降、チェリストの聖典的な作品と見なされるようになった。現代においてはバッハの作品の中でも特に高く評価されるものの一つである。チェロ以外の楽器のために編曲して演奏されることも多い。
また、ロベルト・シューマンによるピアノ伴奏が追加された伴奏付きの編曲、ヨアヒム・ラフによるピアノ独奏用の編曲も存在する。

## 楽曲解説
6曲の組曲はそれぞれひとつの調性で統一され、前奏曲（プレリュード）で始まり、アルマンド、クーラント、サラバンド、メヌエット（第3番・第4番はブーレ、第5番・第6番ではガヴォット）、ジーグの6曲構成となっている。
第5番はスコルダトゥーラを前提とし、第6番は5弦の楽器のために書かれている。

### 第1番 ト長調 BWV1007
前奏曲（Praeludium）
4分の4拍子。クロイツェルの練習曲第13番に引用されている。
アルマンド（Allemande）
二部形式、2分の2拍子。
クーラント（Courante）
二部形式、4分の3拍子。
サラバンド（Sarabande）
二部形式、4分の3拍子。
メヌエット I/II（Menuetto I/II）
三部形式、4分の3拍子。
ジーグ（Gigue）
二部形式、8分の6拍子。

### 第2番 ニ短調 BWV1008
前奏曲
4分の3拍子。
アルマンド
二部形式、4分の4拍子。
クーラント
二部形式、4分の3拍子。
サラバンド
二部形式、4分の3拍子。
メヌエット I/II
三部形式、4分の3拍子。
ジーグ
二部形式、8分の3拍子。

### 第3番 ハ長調 BWV1009
前奏曲
4分の3拍子。
アルマンド
二部形式、4分の4拍子。
クーラント
二部形式、4分の3拍子。
サラバンド
二部形式、4分の3拍子。
ブーレ I/II（Bourree I/II）
三部形式、2分の2拍子。
ジーグ
二部形式、8分の3拍子。

### 第4番 変ホ長調 BWV1010
前奏曲
2分の2拍子。
アルマンド
二部形式、2分の2拍子。
クーラント
二部形式、4分の3拍子。
サラバンド
二部形式、4分の3拍子。
ブーレ I/II
三部形式、2分の2拍子。
ジーグ
二部形式、8分の12拍子。

### 第5番 ハ短調 BWV1011
チェロのA弦（音域がいちばん高い弦）を低くGに調弦して弾くことを前提に楽譜が書かれている。このような手法をスコルダトゥーラという。
無伴奏リュート組曲第3番BWV995は調を除いてこれと同一の曲である(ト短調)。これはバッハ自身の編曲で自筆譜も残っており、アンナ・マグダレーナ・バッハの写譜のくせを知るのにも重要な手がかりである。
前奏曲
2分の2拍子-8分の3拍子。フランス風序曲の様式で書かれていて、大きく2つの部分に分かれる。前半は重々しく即興的。後半にはいると、新たな主題がフガートのように多声的に展開され、最後にハ長調の主和音で結ばれる。
アルマンド
二部形式、2分の2拍子。
クーラント
二部形式、2分の3拍子。
サラバンド
二部形式、4分の3拍子。
ガヴォット I/II（Gavotte I/II）
三部形式、2分の2拍子。
ジーグ
二部形式、8分の3拍子。

### 第6番 ニ長調 BWV1012
この曲は高音弦（E弦）を追加した5弦の楽器のために書かれている。高音部を多用しており、通常のチェロで演奏するとハイポジションを多用することになり演奏が難しい。
前奏曲
8分の12拍子。バッハの楽譜としては珍しく、初めの部分にフォルテ記号とピアノ記号（同じ旋律の繰り返し部分）が記入されている
アルマンド
二部形式、4分の4拍子。
クーラント
二部形式、4分の3拍子。
サラバンド
二部形式、2分の3拍子。
ガヴォット I/II
三部形式、2分の2拍子。
ジーグ
二部形式、8分の6拍子。